# Процесуално представителство на Република България пред Европейския съд по правата на човека
Дирекция „Процесуално представителство на Република България пред Европейския съд по правата на човека“ (ППРБЕСПЧ) е структурно звено от специализираната администрация на Министерството на правосъдието на Република България.
Дирекцията е разположена в столицата, в сградата на министерството на ул. „Аксаков“ № 5. Контакт с дирекцията може да бъде осъществен чрез телефонната централа на правосъдното министерство на тел. (+02) 9237555.

## Функции
Функциите на Дирекцията са регламентирани в член 31 от Устройствения правилник на Министерството на правосъдието, приет с ПМС № 60 от 27.03.2008 (обнародван в „Държавен вестник“, бр. 34 от 01.04.2008, в сила от 01.04.2008). Те се състоят от:
1. осъществява процесуалното представителство на Република България пред Европейски съд по правата на човека (ЕСПЧ);
2. подготвя и защитава позицията на Република България по всяко дело, по което тя е страна;
3. води преговори за постигане на приятелски споразумения с насрещната страна и подготвя проекти на спогодби, които подлежат на одобряване от Министерския съвет;
4. осъществява необходимите действия, свързани с изпълнението на влезлите в сила решения на ЕСПЧ по дела, по които Република България е страна;
5. обобщава и анализира установените нарушения на Европейската конвенция за защита на правата на човека и основните свободи и изготвя предложения за предприемане на конкретни мерки, в т. ч. законодателни, имащи за цел преустановяване или предотвратяване на тези нарушения;
6. проучва, анализира и обобщава практиката на ЕСПЧ по прилагане на Европейската конвенция за защита на правата на човека и основните свободи, като съдейства за разпространяването на тази практика.

## Служители
В дирекцията са назначени правителствени агенти, експерти и технически сътрудници.
За правителствени агенти се назначават лица, завършили висше юридическо образование и придобили юридическа правоспособност, притежаващи необходимите професионални качества и професионален опит в съдебната система или адвокатурата, с широки познания в областта „Права на човека“, които владеят писмено и говоримо поне един от двата официални езика (френски и английски) на ЕСПЧ.
За експерти се назначават лица, завършили висше юридическо образование и придобили юридическа правоспособност, които владеят писмено и говоримо поне един от двата официални езика на ЕСПЧ и притежават компютърна грамотност.